# Richard James Wilkinson
Richard James Wilkinson CMG (* 29. Mai 1867 in Saloniki, Osmanisches Reich; † 5. Dezember 1941 in Izmir, Türkei) war ein britischer Kolonialbeamter und Gelehrter mit besonderen Kenntnissen über Britisch-Malaya. Er war von 1911 bis 1916 Colonial Secretary der Straits Settlements und anschließend bis 1922 Gouverneur von Sierra Leone.

## Frühes Leben und Ausbildung
Richard James Wilkinson wurde am 29. Mai 1867 als Sohn des britischen Diplomaten Richard Wilkinson und seiner Frau Jane in Saloniki, damals Hauptstadt des osmanischen Vilâyet Saloniki, geboren. Bedingt durch die Tätigkeit seines Vaters verbrachte er seine ersten Lebensjahre in Griechenland und im spanischen Málaga, wo der Vater Konsul war. Seine schulische Ausbildung erhielt er an der privaten Felsted School in Essex und seine akademische Ausbildung am Trinity College in Cambridge, wo er im Hauptfach Geschichte studierte und mehrere Auszeichnungen erhielt. Seinen Bachelorgrad (second class honours) bekam er formell allerdings erst 1901 verliehen.

## Kolonialverwalter in Britisch-Malaya
Seine Absicht, als Beamter in den Kolonialdienst für Indien einzutreten, scheiterte an der notwendigen Reiterprüfung, die er nicht bestand. Stattdessen trat er 1889 in den Dienst der Kolonialverwaltung der Federated Malay States (Britisch-Malaya). Er diente unter anderem als Sheriff und Strafrichter (magistrate). Er bestand 1891 die Sprachprüfung in Malaiisch und 1895 in Hokkien-Chinesisch. Die ihm übertragenen Aufgaben befriedigten ihn wenig und so beantragte er 1895 eine Versetzung nach China. Um den begabten jungen Mann zum Bleiben zu bewegen, bot ihm der Gouverneur Sir William Maxwell die Stelle des Sekretärs der Straits Branch of the Royal Asiatic Society an.
1896 wurde er Acting Director of Education im Sultanat Penang, also Leiter der Schulbehörde. Von 1898 bis 1900 hatte er das Amt des Acting Inspector General of Schools der Straits Settlements in Singapur inne. Nach einem einjährigen Aufenthalt als District Officer von Dindings im Sultanat Perak (1902–1903) wurde er zum Schulinspektor für die Federated Malay States ernannt. 1905 trat er seinen einjährigen Heimaturlaub an. Zurück in Malaya wurde er von 1906 bis 1910 Generalsekretär des Britischen Residenten in Perak, Ernest Woodford Birch.
Nach einem kurzen Intermezzo als britischer Resident in Negeri Sembilan in den Jahren 1910–1911 wurde er Colonial Secretary der Straits Settlements in Singapur. Damit war er nach dem Gouverneur der zweithöchste Kolonialbeamte mit einem Zuständigkeitsbereich, der ungefähr einem Innenminister entsprach. Obwohl dies gar nicht seinen Kernkompetenzen entsprach, erwies er sich in seiner neuen Rolle als fähiger Behördenleiter. 1911 und nochmals im Jahr 1914 war er amtierender Gouverneur. Nachdem Großbritannien Deutschland den Krieg erklärt hatte, hielt er die öffentliche Ordnung aufrecht und organisierte die Lebensmittelversorgung und die Zinnindustrie.
1912 heiratete er Edith Baird.

## Gouverneur von Sierra Leone und späte Jahre
Am 9. März 1916 übernahm er den Posten des Gouverneurs von Sierra Leone und verließ Malaya, eine Entscheidung, die er später sehr bedauerte. Am 4. Mai 1922 trat er in den Ruhestand und zog mit seiner Frau nach Mytilene auf der Insel Lesbos. Als die Truppen des Deutschen Reiches in Griechenland einmarschierten, floh er nach Izmir in der Türkei, wo er am 5. Dezember 1941 starb.

## Errungenschaften
Obwohl sich Wilkinson durch seine besonderen Fähigkeiten im Kolonialsekretariat und als Schulinspektor hervortat, bleibt seine herausragende Leistung die Schaffung der klassischen, bis heute gültigen Malaiisch-Englischen Wörterbücher und seine Beiträge zur Völkerkunde Malayas.
Wilkinson gab 1900 den Anstoß zum Aufbau des Malay Training College in Melakka, das als Vorläufer des 1922 eingeweihten Sultan Idris Training College (SITC) in Tanjung Malim, Perak, gilt.
1905 gründete er die Malay Residential School, die später als Malay College, Kuala Kangsar (MCKK) bekannt wurde.
Für seine Leistungen wurde er 1912 als Companion in den Order of St. Michael and St. George aufgenommen.

## Ausgewählte Werke
- The education of Asiatics, 1901
- Code for grant-in-aid schools and departmental instruction to inspecting officers, 1905
- mit C. Snouck Hurgronje, Arthur Warren Swete O’Sullivan: The Achehnese, E.J. Brill, 1906
- Malay beliefs, Luzac & Co, 1906
- Malay literature, FMS Government Press, 1907
- Kesah pĕlayaran Abdullah, (Die Reisen des Munshi Abdullah), 1907
- Malay literature part III: Malay proverbs on Malay character, 1907
- Papers on Malay Subjects: Law, Part 1-2: Introductory Sketch and the Ninety-Nine Laws of Perak, 1907–1908
- The incidents of Malay life, J. Russell, FMS Govt. Press, 1908
- Life and Customs, Part 1: The Incidents of Malay Life (1908)
- An Abridged Malay-English Dictionary (romanized), FMS Government Press, 1908
- Notes on the Negri Sembilan, FMS Government Press, 1911
- mit Richard Winstedt: Malay grammar, The Clarendon Press, Oxford, 1913
- mit Richard Winstedt: Pantun Melayu, 1914
- A vocabulary of central Sakai, J. Brown, Federated Malay States Govt. Press, 1915
- A history of the peninsular Malays, with chapters on Perak & Selangor, Kelly & Walsh 1920
- mit Richard Winstedt: An English-Malay dictionary: roman characters, 1932, republiziert von Kelly & Walsh, 1939
- mit Richard Winstedt: A history of Perak, Malaysian Branch of the Royal Asiatic Society, 1934